# Herb gminy Żary
Herb gminy Żary – jeden z symboli gminy Żary, ustanowiony 19 lutego 1991.

## Wygląd i symbolika
Herb przedstawia na tarczy czwórdzielnej dzielonej w krzyż cztery pola, a pomiędzy nimi tarczę sercową. W pierwszym polu wizerunek Orła Białego na czerwonym tle (nawiązane do godła Polski). W drugim polu białym umieszczono czarny świerk, synbolizujący bogactwo leśne ziem gminy. W polu trzecim na białym polu widnieje sylwetka czerwonego biegnącego jelenia (zmieniona znajduje się w herbie miasta Żary). W czwartym polu znajduje się złoty kłos zboża na czarnym tle – symbol charakteru rolniczego gminy. Natomiast na tarczy w środku herbu znajduje się czerwona litera „Ż” na białym polu, nawiązująca, podobnie jak trzecie pole, do miasta Żary, niewchodzącego jednak w skład gminy.